# Oskar Schwindrazheim
Oskar Schwindrazheim (* 16. April 1865 in Hamburg-St. Georg; † 22. April 1952 in Hamburg-Altona) war ein deutscher Maler, Kunstschriftsteller und Heraldiker.

## Biografie
Schwindrazheim war der Sohn eines Würtembergers und einer Lauenburgerin. Er wuchs in Hamburg auf und besuchte hier die höhere Bürgerschule und die Allgemeine Gewerbeschule. Mit einem Stipendium für die Münchener Kunstgewerbeschule studierte er von 1887 bis 1889 hauptsächlich bei Professor Spieß.
Er nahm mit dem Maler Hermann Haase an Gesprächen teil, die das Ziel hatten, das Kunstgewerbe zu reformieren. Sie riefen 1888 die Gruppe der Hamburger Pflanzenkünstler ins Leben. Die beteiligten Künstler schufen Dekore, die sich an Zeichnungen aus der Natur orientierten. Daraus entstand 1891 der Verein Volkskunst, welcher der Heimatbewegung nahestand. Über eine eigene Zeitschrift stellte der Verein Motive zur Verfügung, die ländliche Handwerker der jüngeren Vergangenheit zeigten, die bevorzugt aus dem Hamburger Umland stammten.
In Hamburg war er Atelierchef bei der Hamburger Kunst- und Gewerbe-Firma Hulbe und dann als freier Künstler und Lehrer einer privaten Malschule tätig.
Von 1907 bis 1924 war er Lehrer bzw. später Leiter und Bibliothekar an der Kunstgewerbeschule Altona. Er war Gründungsmitglied des 1909 gegründeten Altonaer Künstlervereins. 1911 wurde ihm der Professorentitel verliehen. Er war zudem umfangreich in seiner schriftstellerisch Tätigkeit.
Schwindrazheim war mit Hilda (geborene Möller) verheiratet und hatte zwei Töchter; eine war die Kulturhistorikerin Hildamarie Schwindrazheim (1902–1998), die bis 1967 am Altonaer Museum als Hauptkustodin tätig war.

## Veröffentlichungen (Auswahl)
- Schlendertage in Cuxhaven-Ritzebüttel 1394–1894. Griese, Hamburg 1894.
- Das Alte Land. In: Das Hamburgische Museum für Kunst und Gewerbe. Verlagsanstalt und Druckerei-AG (vormals J. F. Richter), Hamburg 1902, S. 186–194.
- Studien aus Deutschhausen. Ein Märchen in Bild und Wort. Meyer, Leipzig 1902.
- Deutsche Heimatkunst. In: Die Heimat. Monatsschrift des Vereins zur Pflege der Natur- und Landeskunde in Schleswig-Holstein, Hamburg und Lübeck. Bd. 12 (1902), Heft 9, September 1902, S. 197–204 (Digitalisat), Heft 10, Oktober 1902, S. 221–228 (Digitalisat).
- Deutsche Bauernkunst. Buch- und Kunstverlag, Wien 1903.
- Feldeinfassungen und Durchlässe in Ost-Holstein. In: Die Heimat. Monatsschrift des Vereins zur Pflege der Natur- und Landeskunde in Schleswig-Holstein, Hamburg und Lübeck. Bd. 13 (1903), Heft 6, Juni 1903, S. 121–123 (Digitalisat), Heft 8, August 1903, S. 169–171 (Digitalisat).
- Hamburg: Federzeichnungen, Studien und Skizzen. K.G.T. Scheffer, Leipzig 1905 (Wie wir unsere Heimat sehen; 2).
- Kunst-Wanderbücher – eine Anleitung zu Kunststudien im Spazierengehen. Gutenberg-Verlag, Hamburg (mehrere Bände 1907–1908).
- Hausrat. In: Willy Lange (Hrsg.): Webers illustrierte Gartenbibliothek. Band 4: Land und Gartensiedelungen. J. J. Weber, Leipzig 1910, S. 48–53 (Textarchiv – Internet Archive).
- Führer durch Altona. Köbner, Altona 1914.
- Das unbekannte Blankenese. In: Jahrbuch für den Kreis Pinneberg. Bd. 2 (1918), S. 26–33.
- Die Handwerker- und Kunstgewerbeschule in Altona in den Kriegsjahren 1914–1918. In: Schleswig-Holsteinisches Jahrbuch (1918/1919), S. 79.
- Ein Künstler-Spaziergang durch Alt-Altona. In: Altonaer Stadtkalender, Bd. 8 (1919), S. 3–8.
- Dithmarscher Wandereindrücke. In: Schleswig-Holsteinisches Jahrbuch (1923), S. 81–89.
- Wannerdag in Angeln. In: Schleswig-Holsteinisches Jahrbuch (1924), S. 92–97.
- Ut min Skizzenbook: Plattdütsche Rimels. Hamm93ic7 & Lesser, Altona 1924.
- Lanks Heid un Moor. Verlag der Heimatsucher-Lebensgem, Deinstedt bei Bremervörde 1925.
- „Söss un veer Been, Twee un garkeen“: Lütte Tiergeschichten. Heimatsucher-Lebensgemeinschaft, Deinstedt b. Bremervörde 1925.

- Im Feenlande ‚Immerhin‘, ein frohsinniger Streifzug durch das künstlerische Sehen in der Heimatnatur. Brandstetter, Leipzig 1927.